# Långselet (Bodsjö socken, Jämtland, 697635-145717)
Långselet är en sjö i Bräcke kommun i Jämtland och ingår i Ljungans huvudavrinningsområde. Sjön har en area på 0,169 kvadratkilometer och ligger 327,1 meter över havet. Sjön avvattnas av vattendraget Forsaån.

## Delavrinningsområde
Långselet ingår i det delavrinningsområde (697700-145715) som SMHI kallar för Utloppet av Långselet. Medelhöjden är 374 meter över havet och ytan är 3,06 kvadratkilometer. Räknas de 8 avrinningsområdena uppströms in blir den ackumulerade arean 141,25 kvadratkilometer. Forsaån som avvattnar avrinningsområdet har biflödesordning 3, vilket innebär att vattnet flödar genom totalt 3 vattendrag innan det når havet efter 223 kilometer. Avrinningsområdet består mestadels av skog (86 procent). Avrinningsområdet har 0,26 kvadratkilometer vattenytor vilket ger det en sjöprocent på 8,6 procent.